# بونيفالي
بونيفالي (بالفرنسية: Buneville)‏ هي بلدية تقع في إقليم باد كاليه من منطقة نور با دو كاليه في شمال فرنسا. تبلغ مساحة هذه المدينة 3.84 (كم²)، وترتفع عن سطح البحر 154 م، يبلغ عدد سكانها 172 نسمة حسب إحصاء المعهد الوطني للإحصاء والدراسات الاقتصادية سنة 2009 م. وترأس François Durand البلدية خلال فترة (2008-2014).